# Cannon Ball (Dakota del Nord)
Cannon Ball (arikara: načiiʾuuháwi [načii’uuháWI], sananaapíkat [sananaapíkAt]; lakota Íŋyaŋwakağapi) és una població dels Estats Units a l'estat de Dakota del Nord. Segons el cens del 2000 tenia 864 habitants.

## Demografia
Segons el cens del 2000, Cannon Ball tenia 864 habitants, 197 habitatges, i 171 famílies. La densitat de població era de 3,8 hab./km².
Dels 197 habitatges en un 56,9% hi vivien nens de menys de 18 anys, en un 38,6% hi vivien parelles casades, en un 35% dones solteres, i en un 12,7% no eren unitats familiars. En l'11,2% dels habitatges hi vivien persones soles el 2% de les quals corresponia a persones de 65 anys o més que vivien soles. El nombre mitjà de persones vivint en cada habitatge era de 4,35 i el nombre mitjà de persones que vivien en cada família era de 4,56.
Per edats la població es repartia de la següent manera: un 46,4% tenia menys de 18 anys, un 11,2% entre 18 i 24, un 23,5% entre 25 i 44, un 15,3% de 45 a 60 i un 3,6% 65 anys o més.
L'edat mediana era de 20 anys. Per cada 100 dones de 18 o més anys hi havia 86,7 homes.
La renda mediana per habitatge era de 19.265 $ i la renda mediana per família de 18.583 $. Els homes tenien una renda mediana de 21.875 $ mentre que les dones 17.250 $. La renda per capita de la població era de 5.717 $. Entorn del 49,7% de les famílies i el 50,9% de la població estaven per davall del llindar de pobresa.

## Poblacions més properes
El següent diagrama mostra les poblacions més properes.